# Władysław Sikorski
Władysław Sikorski, né le 20 mai 1881 à Tuszów Narodowy et mort le 4 juillet 1943 à Gibraltar, est un militaire et homme d'État polonais. Il est notamment général et chef des forces armées polonaises, et exerce les fonctions de Premier ministre du gouvernement polonais en exil de 1939 à 1943. Les circonstances de sa mort dans un accident d'avion restent encore sujettes à diverses interprétations.

## Biographie

### Premières années
Né à Tuszów Narodowy en Galicie, alors partie de l'Autriche-Hongrie, Władysław Sikorski est le troisième fils de Tomasz Sikorski (1852-1885), organiste du village de Hyżne et maître d'école. Ce dernier est originaire d'une famille de tisserands de Przeworsk. Sa mère est Emilia Habrowska, née de père inconnu, dont le beau-père, Kajetan Albertowicz, fut intendant du domaine de Hyżne.
De 1898 à 1902, Sikorski étudie à l'Institut de formation des maîtres à Rzeszów. En 1902, il intègre l'École des ponts et chaussées de Lwów. Étudiant, il participe activement aux activités des organisations patriotiques polonaises, très actives en Autriche-Hongrie. Entre 1916 et 1918, il sert dans l'armée austro-hongroise.
Il épouse en 1909 Helena Zubczewska. Ils ont une fille, Zofia Leśniowska, qui deviendra sa conseillère et son interprète.

### Guerre russo-polonaise (1920-1921)
Il rejoint la nouvelle armée polonaise et participe à la guerre russo-polonaise (1919-1920) comme commandant de la 3e Armée. En 1920, lors de la bataille pour Varsovie il commande la Ve Armée et contribue à la victoire sur les troupes bolchéviques.

### Rôle dans la nouvelle Pologne 1921-1926
De 1921 à 1922, il est chef d'état-major de l'armée ; entre 1922 et 1923, il est président du Conseil, puis, de 1924 à 1926, inspecteur général de l'infanterie ; en mai 1926, il est ministre des affaires militaires.

### Écarté du pouvoir sous le régime de Piłsudski (1926-1939)
À la suite du coup d’État de Józef Piłsudski, qui met en place un régime autoritaire, voire autocratique, appelé sanacja (« assainissement »). Sikorski est alors mis à l'écart du pouvoir et se retire de la vie politique.
En 1936-1939, général sans affectation, il étudie en France à l'École supérieure de Guerre.
L'Académie française lui décerne le prix Auguste-Furtado 1936 pour son ouvrage La Guerre moderne, son caractère, ses problèmes.
Écarté de la Campagne de Pologne (1939), il part en France où, le 28 septembre, il commence la formation de l'armée polonaise en exil.

### Entrée dans la Seconde Guerre mondiale (1939-1941)

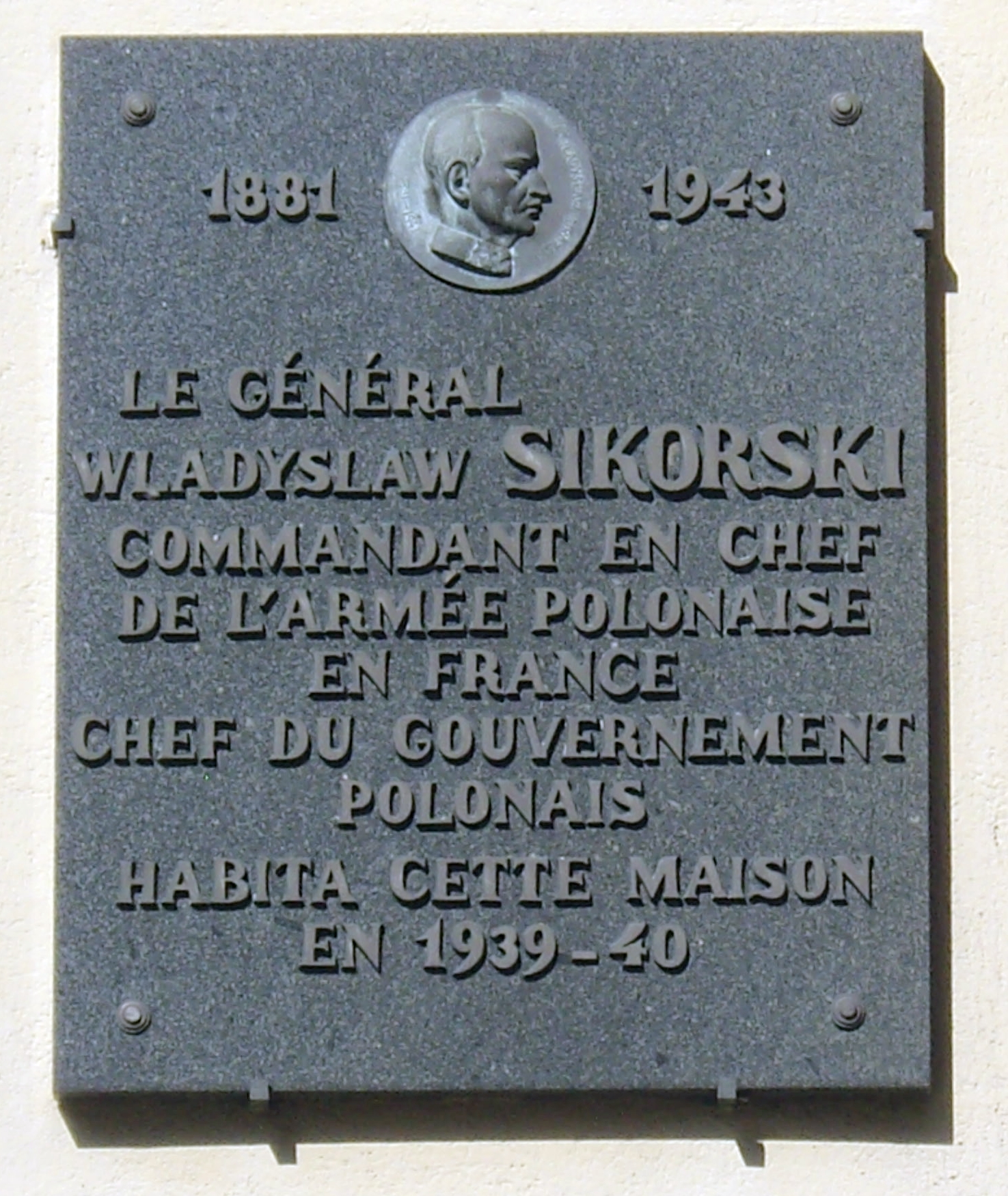
Plaque au no 58 de la rue Jacob (6e arrondissement de Paris), où il vit de 1939 à 1940.

Le 30 septembre 1939, le président polonais, Władysław Raczkiewicz, demande à Sikorski de former un gouvernement en exil.
Les Français et les Britanniques, qui lui font confiance, reconnaissent son gouvernement, qui s'établit d'abord à Paris, puis à Angers. Il est reconnu par toutes les nations libres, y compris l'Union soviétique. Le 7 novembre, il devient également le chef des armées et met sur pieds l'armée polonaise en France (84 000 hommes). Après la défaite de la France, il passe en sol britannique et signe le 5 août 1940 un accord avec le Royaume-Uni pour la reconstruction de l'armée polonaise sur les îles britanniques et devient le chef des Polonais Libres (force de 100 000 combattants). Il installe son gouvernement à Londres.
Grâce à Stanislaw Maczek et à Sikorski, la 1re division blindée polonaise est constituée le 25 février 1942 et placée sous les ordres de Maczek.

### Rapprochement avec l'Union soviétique (1941-1942)
Le 22 juin 1941, l'Allemagne attaque l'Union soviétique, et Sikorski donc fait savoir à Staline qu'il est son allié. Le 30 juillet 1941, il signe avec Ivan Maïski, ambassadeur soviétique à Londres, l'accord de formation de l'armée polonaise de l'Est, placée sous le commandement du général Władysław Anders, ce qui permettra la libération de milliers de Polonais, militaires et civils, déportés en Union soviétique entre 1939 et 1941. En décembre 1941, il se rend personnellement à Moscou pour y rencontrer Staline.
En juillet 1942, il accepte un traité entre la Pologne et l'Union soviétique qui reconnaît la nullité du pacte germano-soviétique. Le 14 août, en confirmation des Accords Sikorski-Maïski, l'accord Sikorski-Staline fixe les modalités de formation d'une armée polonaise en URSS recrutée parmi les Polonais faits prisonniers en septembre 1939 et ceux déportés en Union soviétique pendant l’occupation par les Soviétiques de la moitié orientale de la Pologne entre 17 septembre 1939 (invasion de la Pologne par l’Union soviétique dans le cadre du pacte Molotov-Ribbentrop) et juin 1941 (invasion de l'Union soviétique par les Allemands).

### Divergences avec les Alliés (avril 1943)
Leurs divergences ne portent que sur l'occultation du massacre des officiers polonais à Katyn, attribuée aux Soviétiques par Sikorski et aux Allemands par les Alliés, ce qui fut la théorie officielle durant un demi-siècle grâce à une désinformation concertée. La responsabilité des Soviétiques fut instrumentalisée par les services de propagande du Troisième Reich pour tenter de diviser les Alliés : le 13 avril 1943, Radio Berlin annonce la découverte du charnier où reposaient les corps des officiers polonais assassinés par les Soviétiques en avril 1940.
Deux jours plus tard, les Soviétiques répondent sur les ondes que ce sont les Nazis qui ont commis ces atrocités lors de leur avance sur Smolensk à l'été 1941. En pleine guerre, la position des Alliés américains, Britanniques et soviétiques est unanime que les Allemands sont responsables du massacre. Seul le gouvernement polonais en exil à Londres refuse de croire la thèse alliée et se rallie à la thèse allemande.
Cette attitude est vertement critiquée par Churchill, Roosevelt et Staline, qui reprochent à Sikorski de diviser l'alliance en pleine guerre. Le 26 avril 1943, les Soviétiques cessent de reconnaître le gouvernement Sikorski comme représentant légal de la Pologne et forment leur propre gouvernement polonais en exil. Soviétiques et Polonais conviennent d'un accord. Les divisions polonaises de l'Armée Anders, en cours de formation, seront transférées de l'Union soviétique en Iran, où elles rejoindront les forces britanniques sur le front Ouest pour continuer la lutte contre l'Allemagne. À cette fin, le général Sikorski se rend au Moyen-Orient en juin 1943. Le 25 mai il s'envole pour Gibraltar, et le 26, il en redécolle vers le Proche-Orient. Il y rencontre les Polonais Libres, et tout se passe bien. Avant de repartir pour Londres, il se repose une semaine à Beyrouth. Puis, il s'envole pour l'Égypte, Le Caire, puis Gibraltar, mais en repartant du rocher, il trouve la mort dans l'écrasement de son avion.

### Mort et enterrement
Dans ce contexte, le 4 juillet 1943, le général Sikorski et d'autres membres du gouvernement polonais (et sa fille, Zofia Leśniowska, selon une version controversée) sont tués dans un accident d'avion à Gibraltar. Stanisław Mikołajczyk succède à Sikorski à la tête du gouvernement en exil.
Dans le contexte de la révélation de la vérité au sujet du massacre de Katyn mais aussi du rapprochement de Sikorski avec les Soviétiques, cette mort est si opportune qu'aussitôt, les soupçons se portent sur les services secrets britanniques. Dès lors, des hypothèses antagonistes sur les causes de sa mort vont s'affronter. Cette fois aussi, une théorie officielle défendue par les Alliés sera mise en doute par des théories dites du complot de différentes provenances et orientations.
Il est enterré au cimetière de Newark-on-Trent en Angleterre, où quelques autres soldats polonais étaient aussi inhumés. Sa dépouille y est restée jusqu'en 1993. Après le retour de la démocratie en Pologne, elle est transférée dans la crypte de la cathédrale du Wawel, à Cracovie.

## Causes de l'écrasement de son avion

### Version officielle des Alliés occidentaux
L'appareil était un Consolidated B-24 Liberator. Le pilote, Eduard Prchal, un Tchèque rallié à Londres depuis 1938, était un pilote chevronné et qui avait conduit Sikorski en Égypte au vol aller. Avoir le même pilote deux voyages de suite était inhabituel, mais Sikorski avait beaucoup apprécié les qualités de Prchal et demanda donc expressément de le ramener jusqu'à Londres.
Avant le décollage, Prchal fit, comme de coutume, un tour de l'avion pour s'assurer que tout était conforme avant le décollage. Ce pilote était connu par sa manière très particulière de commencer son envol. Pour faire prendre de la vitesse à l'appareil, il piquait un peu du nez peu après avoir décollé avant de reprendre la montée. Toutefois, Prchal expliqua que ce jour-là, le manche resta bloqué en position à piquer, l'empêchant de relever le nez de l'avion et de reprendre de l'altitude.
Les B-24 avaient parfois connu ce genre de problème, mais c'était exceptionnel.[pas clair] Ce jour-là l'avion était chargé à 25,5 tonnes, charge importante mais pas excessive, raison de plus pour que le pilote souhaite lui faire gagner un maximum de vitesse rapidement. Ainsi, ni la charge ni les qualités du pilote ne semblent en cause.
Pendant le décollage, un sac de courrier tomba de l'avion par le logement du train d'atterrissage avant juste avant que l'avion ne quitte le sol. C'est pourquoi l'enquête conclut que les sacs de courrier, à cause des mouvements sur la piste, seraient tombés dans l'orifice du train avant et que, quand le pilote rentra le train avant en pressant contre la paroi de l'avion un sac de courrier, ce qui bloqua les câbles de gouverne. C'est la seule explication qui puisse faire concorder les éléments techniques avec le témoignage du pilote.
Prchal fut le seul survivant du drame. Il continua sa vie en Tchécoslovaquie après la guerre, puis émigra aux États-Unis, où il finit sa vie. Il n'a jamais changé sa version des faits en disant qu'au moment de remonter, le manche resta bloqué. Quand il remarqua qu'il n'y avait rien à faire, il avertit le reste de l'équipage avant l'impact, et il ne dut sa survie qu'à la chance d'avoir pu agripper son gilet de sauvetage alors qu'il était déjà dans l'eau. Il expliqua avoir échappé à la noyade uniquement grâce au fait que la vitre en Plexiglas située juste au-dessus du poste de pilotage, avait explosé lors de l'impact sur l'eau, ce qui lui permit d'évacuer l'avion avant qu'il ne coule.

### Théories de complot
La mort du général Sikorski intervenait alors que l'Allemagne nazie exploitait la découverte du charnier de Katyn pour monter l'opinion internationale contre les Soviétiques. De leur côté, les Britanniques et les Américains ne souhaitaient pas contrarier les Soviétiques tant que la guerre ne serait pas gagnée. Pour eux, la priorité était de vaincre le Troisième Reich, et ils évitèrent donc de contester la thèse soviétique faisant des nazis les responsables du massacre de Katyń.
Cependant, Sikorski avait informé les Britanniques qu'il avait décidé de révéler à toute la presse que les auteurs du massacre des 15 000 officiers  polonais étaient en fait les Soviétiques. Staline en fut lui aussi informé et menaça les Britanniques d'arrêter les combats contre les Allemands si Sikorski n'était pas réduit au silence.
Si les nazis furent les premiers à avancer la thèse d'un complot britannique, bientôt des voix s'élevèrent aussi en Pologne, au Royaume-Uni et aux États-Unis. La plupart des ministres polonais survivants, en plus de Goebbels, Staline et bien d'autres gens, pensaient que l'écrasement était un coup de l'Intelligence Service britannique.
Cette théorie ne peut évidemment être ni exclue ni prouvée tant que tous les dossiers des archives de l'enquête britannique resteront classés secrets, jusqu'en 2050, Mais cela n'empêche pas la controverse. Ainsi, Alexandra Kwiatkowska-Viatteau considère la mort de Sikorski comme un crime de Staline, et les défenseurs de ce dernier affirment que toutes ces théories ont été montées de toutes pièces par la propagande nazie avant 1945 et ont été reprises pendant la guerre froide pour pouvoir discréditer l'URSS. Le général américain Stimson, après avoir affirmé avoir vu de ses yeux trois ou quatre survivants de la chute, revint sur ses déclarations pour se déclarer incapable de dire combien il y en avait et ce qu'ils étaient devenus. De toute manière, jusqu'en 1990, la position officielle américaine s'aligna sur la soviétique, à savoir que les Allemands étaient les auteurs du massacre de Katyn.
Les historiens s'accordent aujourd'hui à reconnaître qu'il y a eu deux visites dans l'avion la nuit précédant le décollage : une première intrusion dans l'appareil a eu lieu durant la nuit pour déposer deux sacs de courrier et une seconde à 7 heures du matin par le secrétaire de Sikorski qui venait chercher des médailles. Les tenants d'un « complot des Polonais de l'intérieur » pensent que le secrétaire aurait été mouillé. Les tenants d'un « complot anglo-américain » que le sabotage s'est fait lors de la première intrusion, la seule pouvant couvrir un sabotage.
Par ailleurs, lorsque le corps du général a été repêché, il portait une large plaie à la tête. Plusieurs autopsies et analyses médicales furent réalisées au cours de ces dernières décennies, mais aucune n'est arrivée à établir que la blessure avait été provoquée autrement que par l'impact de l'avion sur la mer.
Les arguments de ceux qui pensent qu'il y a eu complot britannique, voire anglo-soviétique, sont les suivants :
- Aucun Polonais, civil ou militaire, ne fut admis à participer à la commission d'enquête alors créée par les Britanniques, indice qu'il y avait quelque chose à cacher.
- Certaines des archives de l'enquête britannique restent classées secret militaire jusqu'en 2050 alors qu'en théorie, tout aurait dû être déclassé en 2013.
- Les Britanniques ont insisté fortement auprès de Sikorski pour qu'il n'emmène pas sa fille Zofia Leśniowska et la gardèrent ; elle fut internée, puis livrée aux Soviétiques et mourut en détention[12].

Selon Alexandra Viatteau dans le Journal du dimanche, Staline qui a commandité l'assassinat, et Kim Philby, le célèbre agent double, l'aurait exécuté en faisant saboter l'avion. Philby était à l'époque chef-adjoint du MI6 en Espagne, et selon Viatteau, il était aussi « responsable de la sécurité de Sikorski à Gibraltar ».
Les présomptions impliquant les nazis s'appuient sur la proximité entre Gibraltar et l'Espagne franquiste, cette dernière truffée d'espions nazis et donnant le soutien de Hitler sur le front de l'est (légion Azul). Les nazis auraient donc infiltré Gibraltar et saboté l'avion pour imputer aux Britanniques le prétendu accident et jeter de l'huile sur le feu des dissensions interalliées (Pologne-Royaume-Uni-URSS), l'accident ayant lieu en territoire britannique.
Sikorski en 1926 s'était opposé au général Pilsudski contre l'établissement d'une dictature et avait donc été écarté du pouvoir. En mai 1943, des messages de résistants polonais restés en Pologne occupée prévenaient Sikorski d'une vengeance possible et « irréfléchie » d'autres Polonais. En même temps, les Britanniques demandaient à Sikorski de ne pas se rendre au Moyen-Orient par peur d'un attentat.
Władysław Sikorski repousse ces mises en garde. Il est vrai qu'il est depuis longtemps menacé de mort par ses ennemis parmi lesquels des Polonais qui l'estimaient trop proche des Soviétiques (Accords Sikorski-Maïski). De plus, il y avait déjà eu des tentatives pour l'éliminer. La commission d'enquête polonaise s'attarda sur deux moments qui auraient pu constituer des tentatives d'assassinat contre le premier ministre Polonais.
- En mars 1942, au cours d'un voyage entre Londres et Washington à bord d'un autre B24 Liberator, un membre de son escorte polonaise repère une odeur de brûlé et neutralise une bombe à retardement à bord de l'avion ; à cette époque, il n'y avait nulle raison que les Alliés veuillent se débarrasser de lui, et rapidement, l'auteur de la découverte avoua sa culpabilité. Sikorski avait donc échappé à un attentat de la part d'un autre Polonais, qui était même un de ses proches[15].
- À la fin de novembre 1942, Sikorski s'embarque à Montréal à bord d'un avion pour Washington, mais les deux moteurs se coupent brutalement après décollage, à 9 mètres du sol. Le pilote parvient heureusement à se poser. L'enquête américaine conclut cette fois à un sabotage pur et simple[14].
- L'ambassadeur Stanisław Kot, chargé de superviser le Deuxième corps polonais, créé à l'automne 1942 au Proche-Orient et dirigé par le général Władysław Anders, prévint Sikorski d'un risque de fronde animée par d'anciens partisans de Pilsudski. Alerté, Sikorski décida d'inspecter en personne les troupes pour désamorcer la situation, la raison de son voyage au Proche-Orient[16].

Le 25 mai, sur le chemin du Proche-Orient, Sikorski atterrit à Gibraltar et redécolle le 26 en direction du Caire. Le 26 mai, un Polonais « au ton aristocratique » (?) téléphona au bureau londonien de Sikorski pour annoncer que l'avion de Sikorski s'était écrasé à Gibraltar et que tous les occupants étaient morts.
- En 1948, à Varsovie, un Polonais nationaliste, arrêté et jugé par la justice du régime communiste, avoua être l'auteur du sabotage de l'avion de Sikorski[11] et fut condamné à mort[11]. Le pilote Prchal fut entendu par les autorités tchèques de l'époque, et peu après, il s'enfuit pour les États-Unis (en octobre 1950)[11].

Ces différentes théories du complot sont compatibles. S'il s'agissait d'un complot monté par Philby, il eût été très adroit politiquement d'instrumentaliser des « Polonais de l'intérieur » pour l'exécuter.

### Problèmes liés au débat
Le fait que beaucoup d'archives restent classées « secret défense » jusqu'en 2050 entretient le doute sur la thèse officielle, en plus d'empêcher les théories du complot de s'appuyer sur autre chose que sur des présomptions. Le débat a tourné en âpres controverses en raison de la guerre froide, les théories ayant toutes été instrumentalisées. Celles d'un complot anglo-soviétique ont eu un contrepoids avec la théorie du complot des « Polonais de l'intérieur », défendue par les milieux communistes. En tout cas, l'élimination de Sikorski arrangeait alors beaucoup les affaires des Alliés, mais le sabotage n'a pas été pour autant démontré. La théorie officielle au Royaume-Uni, aux États-Unis et ailleurs, reste que le général Sikorski est mort dans un simple accident d'avion, mais en Pologne depuis 1989, la théorie du complot anglo-soviétique exécuté par Philby sur ordre de Staline pour l'empêcher de révéler la vérité sur Katyń est quasi-officielle.

## Distinctions
- Commandeur de 1re classe de l'ordre de la Rose blanche de Finlande
- Grand-croix de la Légion d'honneur

### Films & documentaires
- Dans l'abîme de Gibraltar, reconstitution historique par Anna Jadowska, Varsovie, 2009;
- Churchill et la Pologne, documentaire de Dierk Ludwig Schaaf et Christoph Weinert, NDR, Allemagne, 2011;
- Les Forces Polonaises Libres de la collection Les Gladiateurs de la Seconde Guerre mondiale, par Charles Messenger, BBC Worldwide Ltd, 2004.